# Murat Paluli
Murat Paluli (* 9. August 1994 in Erzurum) ist ein türkischer Fußballspieler.

## Karriere
Paluli kam in Erzurum auf die  Welt und begann mit dem Vereinsfußball in der Nachwuchsabteilung von Kâzım Karabekir Sanayi SK. Anschließend spielte er für die Nachwuchsmannschaften Istanbul Büyükşehir Belediyespors.
Seine Profikarriere startete er 2013 beim Drittligisten İskenderun Demir Çelikspor. Im Sommer 2015 wurde er vom Viertligisten Büyükşehir Belediye Erzurumspor, dem Verein seiner Heimatstadt, verpflichtet. Mit diesem Verein stieg er in den nächsten zwei Spielzeiten von der TFF 3. Lig bis in die TFF 1. Lig auf. Nach dem Aufstieg in die 2. türkische Liga fristete er eine halbe Spielzeit ein Reservistendasein und wurde deswegen zur Rückrunde der Saison 2017/18 an den Drittligisten Hatayspor abgegeben. Auch mit diesem Verein stieg er in die TFF 1. Lig auf.
Zur Saison 2019/20 wurde er vom Erstligisten Göztepe Izmir verpflichtet.

## Erfolge
Büyükşehir Belediye Erzurumspor
- Meister der TFF 3. Lig und Aufstieg in die TFF 2. Lig: 2015/16
- Play-off-Sieger der TFF 2. Lig und Aufstieg in die TFF 1. Lig: 2016/17

Hatayspor
- Meister der TFF 2. Lig und Aufstieg in die TFF 1. Lig: 2017/18